# Sicyonia dorsalis
Sicyonia dorsalis är en kräftdjursart som beskrevs av Kingsley 1878. Sicyonia dorsalis ingår i släktet Sicyonia och familjen Sicyoniidae. Inga underarter finns listade i Catalogue of Life.